# Костиков (хутор)
Костиков — хутор в Октябрьском районе Ростовской области.
Входит в состав Мокрологского сельского поселения.

## География

### Улицы
| - ул. Донская, - ул. Невская, - ул. Новая, - ул. Новоселов, | - ул. Северная, - ул. Сельская, - ул. Строителей, - ул. Центральная. - ул. Глубокая |

## Население
| 2010 |
| ---- |
| 493  |